# Художник (журнал)
«Художник» — советский и российский художественный журнал, издание Союза художников России. Выходит в свет с 1958 года.
В советские годы это был ежемесячный иллюстрированный журнал по вопросам изобразительного искусства, орган Союза художников РСФСР. Основное внимание уделял практике советского искусства народов РСФСР (монографические и обзорные статьи, рецензии на выставки, художественное наследие, материалы в помощь художникам-любителям и др.).
Сегодня журнал посвящён проблемам реалистической школы русского искусства. Большинство материалов — искусствоведческие статьи, посвященные тем или иным деятелям искусства. Среди авторов и героев материалов — члены СХР. Сегодня издание позиционируется как корпоративный журнал СХР. Главный редактор — председатель Ревизионной комиссии ВТОО «СХР», директор Музея игрушки в Сергиевом Посаде Александр Умарович Греков. Редакционно-издательская подготовка осуществляется студией «Арт-фактор».
У журнала была официальная группа ВКонтакте, последний пост в которой датирован 2014 годом. 
После 2016 года официальный домен был перерегистрирован или украден; на нём размещались сайты развлекательного (в том числе — эротического) характера.
Тираж:
- 1977 — 50 000 экз
- 2005 — 3 000 экз.
- 2007 — до 1 000 экз.